# 崔旼镐
崔旼镐（韓語：최민호，1956年10月24日—），大韓民國保守派政治人物，現任世宗特別自治市長。

## 生平
曾獲得檀国大学行政学博士學位以及出任国务总理秘书室长。